# St. Vitus (Oberottmarshausen)

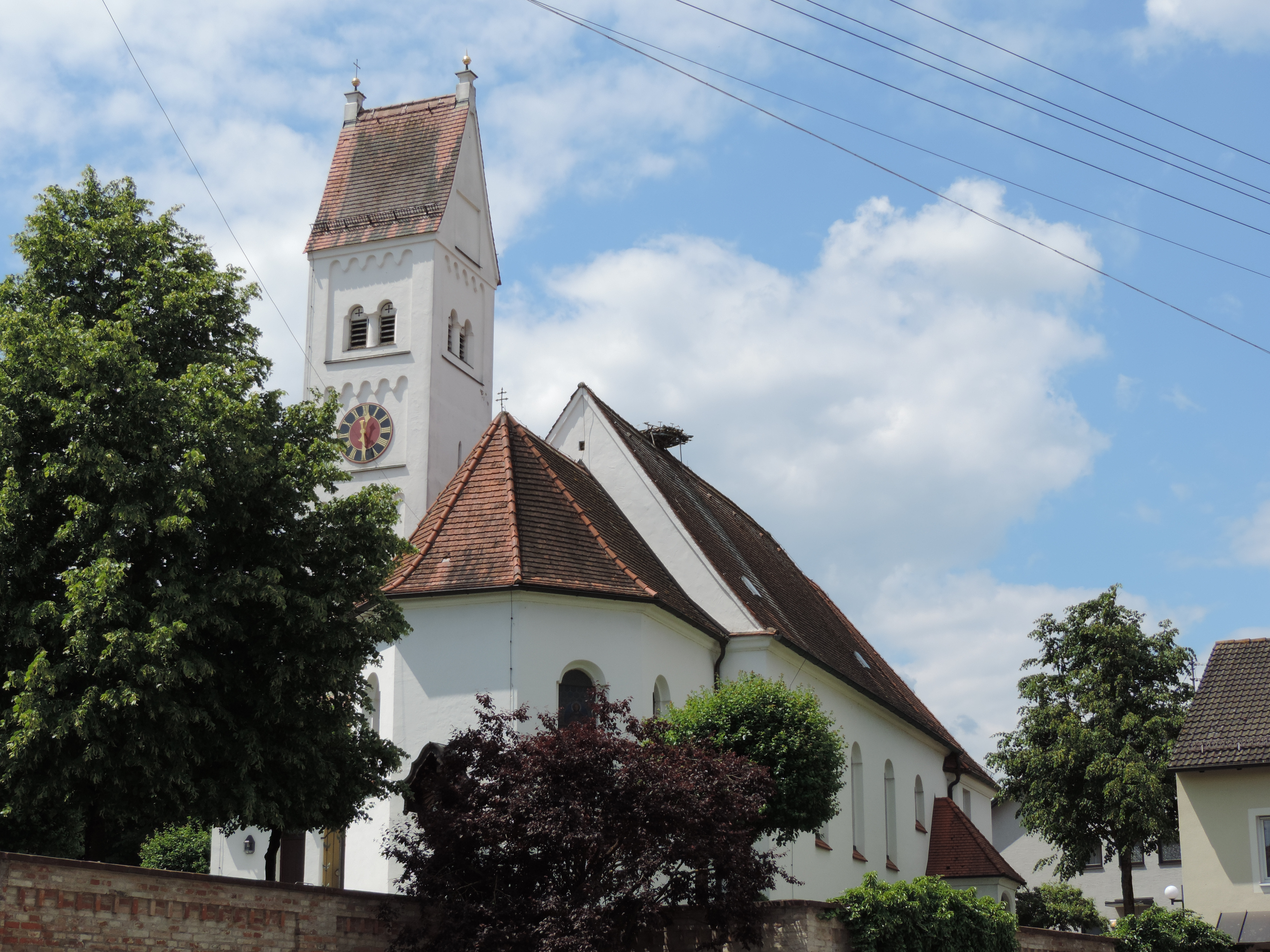
St. Vitus in Oberottmarshausen

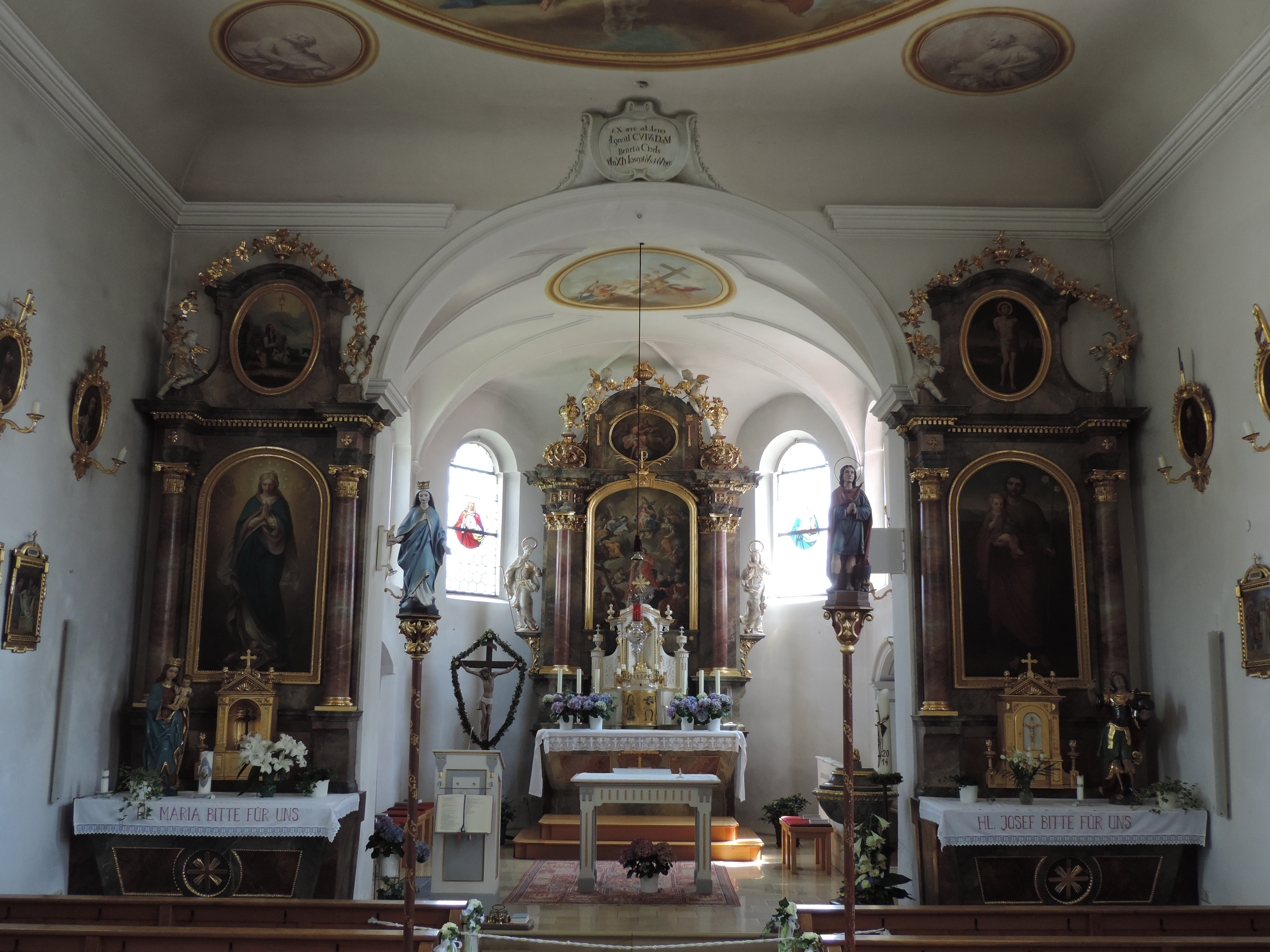
Innenraum

Die römisch-katholische Pfarrkirche St. Vitus steht in Oberottmarshausen im schwäbischen Landkreis Augsburg von Bayern. Das Bauwerk ist  in der Liste der Baudenkmäler in Oberottmarshausen als Baudenkmal unter der Nr. D-7-72-186-1 eingetragen. Die Kirche gehört zum Dekanat Schwabmünchen des Bistums Augsburg.

## Beschreibung
Die um 1600 errichtete Saalkirche wurde 1702 nach einem Entwurf von Valerian Brenner völlig umgestaltet. Sie besteht aus einem Langhaus, das von 1989 bis 1992 nach Westen verlängert wurde, einem eingezogenen, dreiseitig geschlossenen Chor im Osten und einem Kirchturm im Südosten des Langhauses nach einem Plan, der Franz Xaver Kleinhans zugeschrieben wird. Sein oberstes Geschoss enthält den Glockenstuhl, das Geschoss darunter die Turmuhr. Darauf sitzt quer ein Satteldach zwischen Giebeln, deren Aufsätze von kleinen Kugeln bekrönt sind. Der Innenraum des Langhauses ist mit einer Flachdecke überspannt, der des Chors mit einem Stichkappengewölbe. Die Fresken, im Chor sind die theologischen Tugenden, im Langhaus der Salvator mundi dargestellt, wurden 1798 von Johann Joseph Anton Huber gestaltet. Zur Kirchenausstattung gehört ein um 1705 gebauter Hochaltar, auf dessen Altarretabel die vierzehn Nothelfer zu sehen sind.